# 北崎インターチェンジ
座標: 北緯35度2分34.9秒 東経136度58分37.8秒 / 北緯35.043028度 東経136.977167度
| インター入口（大府市道、インター南側） |  | 国道23号北崎IC出口への分岐部直上は伊勢湾岸自動車道  |
| インター入口（大府市道、インター南側） |  | 国道23号北崎IC出口への分岐部 直上は伊勢湾岸自動車道 |

北崎インターチェンジ（きたさきインターチェンジ）は、愛知県大府市にある名四国道（国道23号）のインターチェンジ。主に近隣の工場や住民のみの利用のインターのため交通量は少ない。大府みどり公園へは最寄のインターチェンジになる。
インター北側は栄町大根交差点と接続する予定であり、豊明市部は市道として用地確保済みだが、大府市部は松尾製作所が所在しており、接続の目処は立っていない。

## 接続する道路
- 大府市道

## 周辺
- 大府みどり公園

## 隣
名四国道（国道23号）
豊明IC - 北崎IC - 有松IC